# Д’Алигр, Этьен I
Этьен I Д’Алигр (фр. Étienne I d'Aligre; 1559, Шартр — 11 декабря 1635, Понгуен) — французский государственный деятель в XVII веке, занимал ряд важных постов при короле Людовике XIII, канцлер Франции.

## Биография
4 сентября 1587 года Этьен Д’Алигр был приведен к присяге в качестве члена Парижского парламента и назначен президентом президиального суда) в Шартре. Затем он стал членом Королевского совета и интендантом в доме Карла де Бурбона, графа Суассонского, который назначил его почетным воспитателем своего сына Людовика. Генрих IV назначил его президентом парламента Бретани.
При Людовике XIII он был советником в его Государственном и Финансовом советах.
6 января 1624 года Этьен Д’Алигр был назначен на должность хранителя печатей Франции, а 3 октября, после смерти Николя Брюлар де Силлери, Людовик XIII назначил его канцлером Франции, но в результате интриг он был вынужден покинуть должность 1 июня 1626 года.

### Смерть
В 1626 году по приказу короля он был сослан на свои земли в Ла-Ривьер, Понгуен, в провинции Перш. Там он и дожил до конца своих дней, сохранив репутацию одного из самых честных магистратов своего века, однако слабого и робкого министра. Он умер 11 декабря 1635 года в своем доме в Понгуене в возрасте 75 лет.

## Семья
Он был сыном Рауля Алигра и Жанны Ламберт.
Женился на Марии Элиз Ле Шапелье (сестре матери Элиз Турпен, жены Мишеля Летелье), от которой имел 5 детей, включая Этьена, также ставшего канцлером Франции.